# カントール空間
数学におけるカントール空間（カントールくうかん、英: Cantor space）は、ゲオルク・カントールに名を因む、古典的なカントール集合の位相空間論的抽象化である。すなわち、カントール集合に同相な位相空間をカントール空間と呼ぶ。集合論においては、位相空間 2ω（ω は最小の無限順序数）を「一意な」 ("the") カントール空間と呼ぶ。注意点として、ふつうは 2ω を単にカントール集合と呼び、カントール空間という語はより一般の DS の構成のために用いる（ここで D は有限集合、S は大抵有限か可算だが非可算にもなり得る）。

## 例
カントール集合それ自体もカントール空間であるが、カントール空間の標準的な例は離散二点空間 {0, 1} の可算無限直積位相空間である。これをふつう 2N とか 2ω と書く（ここでの 2 は二点集合 {0, 1} に離散位相を入れたものを表している）。2ω の各点は無限二値列（0 か 1 のどちらかの値しかとらない列）である。そのような列 a0, a1, a2, … を実数 {\displaystyle \sum _{n=0}^{\infty }{\frac {2a_{n}}{3^{n+1}}}} へ写す写像は 2ω からカントール集合への同相写像を与えるから、それにより 2ω が実際にカントール空間となることが示せたことになる。
カントール空間は実解析においてたくさん見つけられる。例えば、任意の完全完備距離空間の部分空間としてカントール空間は存在する。（これを見るために、そのような空間において任意の空でない完全集合が交わりを持たない二つの空でない完全集合で任意に小さい直径を持つものを含むこと、したがって通常のカントール集合の構成の模倣ができることに注意する。）また任意の非可算かつ可分な完備距離化可能空間（実解析において通常扱う種類の空間のほとんどがそう）が、その部分空間としてカントール空間を含む。

## 特徴付け
カントール空間の位相的特徴付けはブラウウェルによって与えられた:
定理 (L. Brouwer)
任意の二つの空でないコンパクトハウスドルフ空間は、それが孤立点を持たず、かつ開かつ閉集合からなる可算基底を持つならば、それらは互いに同相である。
開かつ閉集合からなる基底を持つという位相的性質は零次元と呼ばれる。ブラウウェルの定理は以下のように言い換えられる:
命題
位相空間がカントール空間となるための必要十分条件は、それが空でない完全かつコンパクトな完全不連結距離化可能空間となることである。
この定理は（ブール代数に対するストーン表現定理を通じて）任意の二つのカントール代数（可算かつアトムを持たないブール代数）は同型であるという事実に同値である。

## 性質
ブラウウェルの定理から期待できる通り、カントール空間は様々な形で現れるが、カントール空間の多くの性質は 2ω を用いて確立することができる。これは、直積空間としての構成が解析学によく馴染むことによる。
カントール空間は以下のような性質を持つ:
- 任意のカントール空間の濃度は、連続体濃度 2ℵ0 である。
- 二つのカントール空間の直積空間はふたたびカントールである（任意有限個あるいは可算個でも同じことが言える）。カントール函数と併せて、この事実を空間充填曲線の構成に用いることができる。
- ハウスドルフ位相空間がコンパクト距離化可能となるための必要十分条件は、それがカントール空間の連続像となることである[3][4]。

C(X) で位相空間 X 上の実数値有界連続函数全体の成す空間を表すものとする。コンパクト距離空間 K およびカントール集合 Δ に対して、カントール集合は以下のような性質を持つ:
- C(K) は C(Δ) の閉部分空間に等長である[5]。

一般に、この等長写像は一意ではない。したがってまた、圏論的な意味での普遍性を示すものでもない。
- カントール空間の自己同相群は単純である[6]